# Codocera
Codocera é um gênero de escaravelho amante da areia da família Ochodaeidae . Existem pelo menos três espécies descritas em Codocera.

## Espécies
Essas três espécies pertencem ao gênero Codocera :
- Codocera ferruginea (Eschscholtz, 1818)
- Codocera gnatho (outono de 1907)
- Codocera tuberculata Medvedev & Nikolajev, 1972